# Dejefors kraftverk
Dejefors kraftverk är ett vattenkraftverk i Klarälven, som ligger mitt i tätorten Deje i Forshaga kommun. Kraftverket är en damm med turbiner ovan jord och ligger på platsen för den tidigare forsen Dejeforsen.
Det tillhörde bolaget Dejefors kraft- och fabriks AB under första hälften av 1900-talet. Detta bolag ägde även sågverket, som ligger på norra älvstranden, nordost om kraftverket.